# 323 km (obwód pskowski)
323 km (ros. 323 км) – przystanek kolejowy w rejonie wielkołuckim, w obwodzie pskowskim, w Rosji. Położony jest na linii Wielkie Łuki - Newel. W pobliżu znajduje się osiedle dacz Zabojniki. Najbliższymi miejscowościami są Pokariowo i Bogorodickoje.